# König-Fahd-Stadion
Das König-Fahd-Stadion (arabisch ملعب الملك فهد الدولي, DMG Malʿab al-malik Fahd ad-duwalī; englisch King Fahd International Stadium) ist ein Umbau befindliches Fußballstadion mit Leichtathletikanlage in Riad, der Hauptstadt des Königreichs Saudi-Arabien. Der Bau befindet sich nordöstlich der Stadt. Das Bauwerk wurde nach König Fahd ibn Abd al-Aziz benannt. Der Monarch war von 1982 bis zu seinem Tod 2005 Staatsoberhaupt von Saudi-Arabien.

## Geschichte
1987 fand die Stadioneröffnung statt und dient der saudi-arabischen Fußballnationalmannschaft als Nationalstadion. Das Stadion fasste 68.752 Zuschauer und war damit das größte des Landes. Die saudi-arabischen Fußballvereine Al-Hilal, al-Nassr FC und Al-Shabab bestreiten ihre Heimspiele in dieser Anlage, das mit seiner zeltartigen Überdachung an das Münchener Olympiastadion erinnert.
Entworfen wurde die Sportstätte von dem Londoner Architektenbüro Ian Fraser, John Roberts and Partners. Für das PTFE-Glasfaser-Membrandach war die deutsche Firma Schlaich Bergermann und Partner verantwortlich. Die Tribünen des Stadions werden von einem Zeltdach mit einer Fläche von 47.000 Quadratmeter überspannt. Die Dachkonstruktion thront auf 24 Masten, hat einen Durchmesser von 247 Meter und bietet den Zuschauern Schatten im heißen Wüstenklima. Während es saudi-arabischen Frauen generell untersagt ist, Sportveranstaltungen von Männern beizuwohnen, gibt es für Ausländerinnen insofern eine Ausnahmegenehmigung, als es im Stadion für sie einen kleinen Zuschauerbereich nahe der Pressetribüne gibt.
Das Stadion wurde von der Philipp Holzmann AG als Generalunternehmer errichtet.
Ende 2024 begannen Umbauarbeiten an der Anlage. Die bisherige Dachmembran wurde entfernt. Das Fußballstadion wird später wieder mit einer zeltartigen Membran gedeckt. Sie wird mit einem Panorama-Bildschirm an der Dachkante, ähnlich dem Mercedes-Benz Stadium in Atlanta, ausgestattet. Die Leichtathletikanlage musste zu Gunsten von näher am Spielfeld liegenden Tribünen weichen. Darauf folgte die Absenkung des Spielfeld, um der Sportstätte mehr das Aussehen eines Fußballstadions zu verleihen. Dafür soll, wenn nötig, eine temporäre Leichtathletikanlage installiert werden. Die Asienspiele 2034 finden in Riad statt und die Leichtathletikwettbewerbe werden in der Hauptsportstätte König-Fahd-Stadion ausgetragen. Von den Rängen blieben nur die oberen Teile der Längstribünen im Osten und Westen übrig. Die Spielstätte bot zuletzt vor der Sanierung 58.572 Plätze. Auch das Umfeld des Stadions wird modernisiert. Nach der Umgestaltung soll es 70.200 Sitzplätze bieten. Das Bauprojekt soll 2026 abgeschlossen werden und das König-Fahd-Stadion soll als Spielort der Fußball-Asienmeisterschaft 2027 und der Fußball-Weltmeisterschaft 2034 dienen.

## Galerie

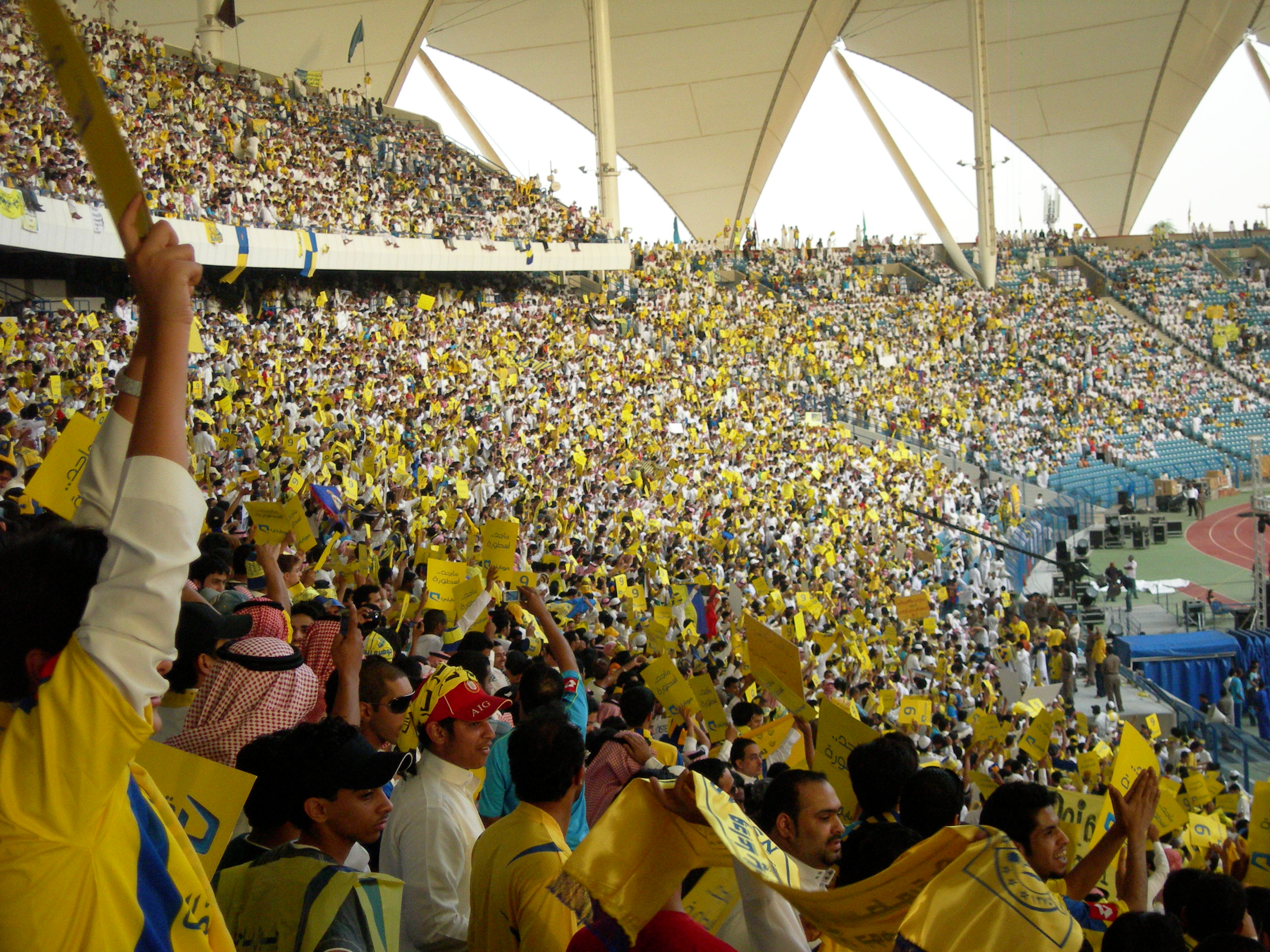
Fans auf den Tribünen (2008)